# ميك باكستر
ميك باكستر (بالإنجليزية: Mick Baxter)‏ هو لاعب كرة قدم بريطاني، ولد في 30 ديسمبر 1956، وتوفي في 16 يناير 1989. لعب مع نادي ميدلزبره.